# Totenlieder
Totenlieder è il terzo album in studio del gruppo metal tedesco Absurd, pubblicato nel 2003.

## Tracce
1. In die Schlacht – 5:54
2. Nordmännerlied – 4:21
3. Stahl Blitzt Kalt – 4:01
4. Der Hammer Zerschmettert das Kreuz – 2:48
5. Gemetzel in der Felsenschlucht – 2:56
6. Der Scharlachrote Tod – 2:12
7. Wolfsherz – 3:09
8. Nachtraunen – 3:20
9. Sturm – 2:38
10. Wenn Walküren Reiten – 4:18